# Рутилия
Вижте пояснителната страница за други личности с името Рутилия.
Рутилия или Руцилия (на латински: Rutilia) е римска матрона от фамилията Рутилии и баба на Гай Юлий Цезар.

## Биография
Произлиза от старата плебейска фамилията Рутилии с когномен Руф (Rufus). Баща ѝ вероятно е бил консул през през 90 пр.н.е., а дядо ѝ през 105 пр.н.е.
Рутилия се омъжва първо за Гай Аврелий Кота и има с него трима сина Гай Аврелий Кота, Марк Аврелий Кота и Луций Кота. Те са консули съответно през 75, 74 и 65 пр.н.е. След неговата смърт Рутилия се омъжва за Луций Аврелий Кота (консул 119 пр.н.е.) и ражда Аврелия Кота, която се омъжва около 102 пр.н.е. за претора Гай Юлий Цезар Старши и става майка на три деца: две дъщери Юлия Цезарис Старша, Юлия Цезарис Младша, и син, Гай Юлий Цезар, родил се през 100 пр.н.е.
Рутилия придружава в изгнанието син си Гай Аврелий Кота през 90 пр.н.е. до 82 пр.н.е.